# Earl of Carnarvon

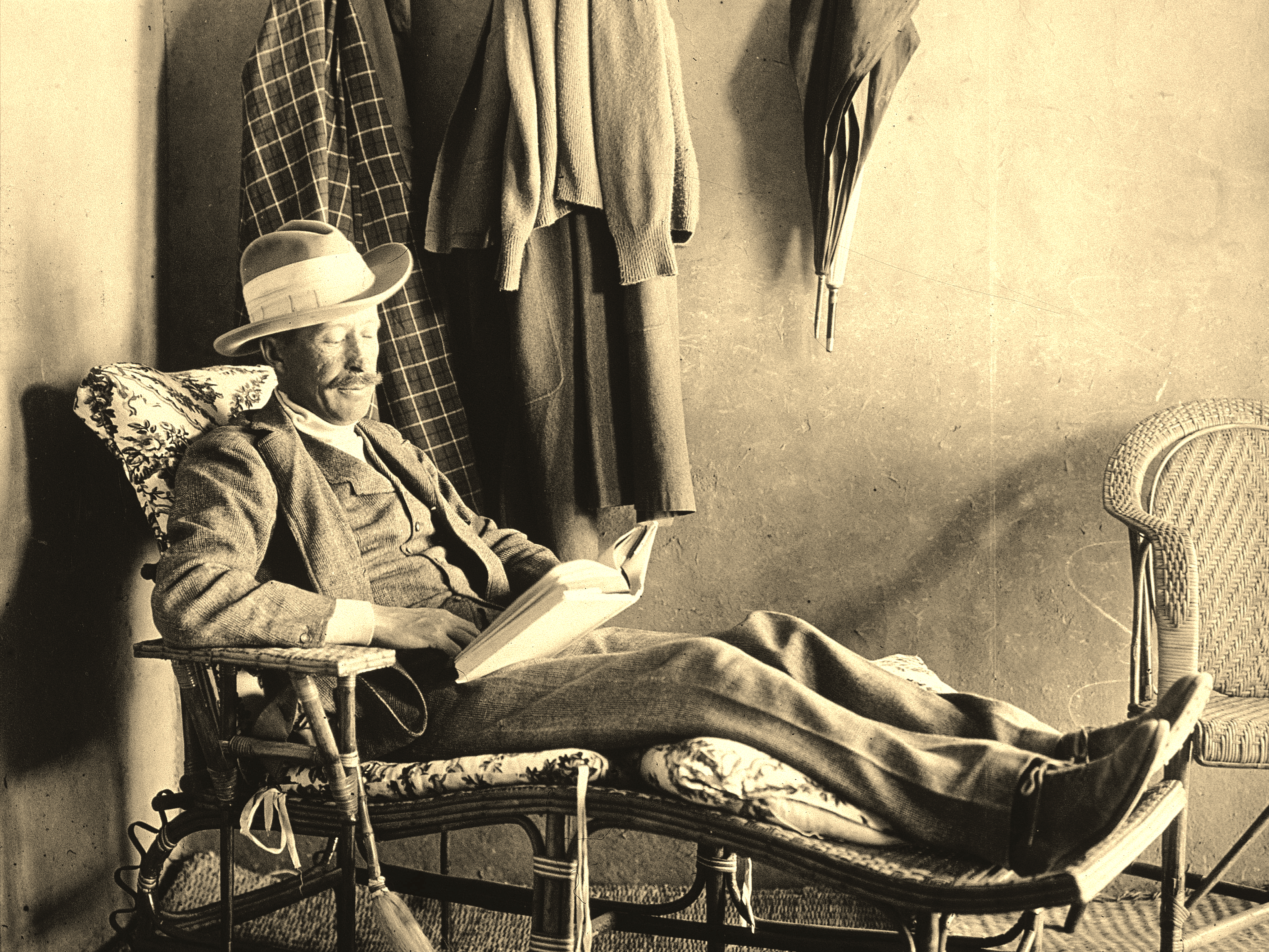
George Herbert, 5. Earl of Carnarvon

Earl of Carnarvon ist ein erblicher britischer Adelstitel, der bisher dreimal geschaffen wurde, einmal in der Peerage of England und zweimal in der Peerage of Great Britain. Er ist benannt nach der Stadt Caernarfon in Wales bzw. dem gleichnamigen County.
Heutiger Familiensitz der Earls ist Highclere Castle in Hampshire.

## Verleihungen
Der Titel wurde erstmals am 2. August 1628 in der Peerage of England an Robert Domer, 2. Baron Domer, verliehen. Er war ein Unterstützer von König Karl I. während des Englischen Bürgerkriegs. Zusammen mit dem Earldom wurde ihm der nachgeordnete Titel Viscount Ascot, in the County of Hertford, verliehen. Zudem hatte er 1616 von seinem Großvater Robert Dormer die diesem 1615 verliehenen Titel Baron Dormer, of Wyng in the County of Buckingham, sowie Baronet, of Wing in the County of Buckingham, geerbt. Als sein Sohn, der 2. Earl, am 29. November 1709 ohne männlichen Abkömmling starb, erloschen das Earldom und die Viscountcy. Die Baronie und die Baronetcy fielen an seinen Cousin zweiten Grades, Rowland Dormer, und dessen Nachfahren und existieren bis heute.
In zweiter Verleihung wurde der Titel am 19. Oktober 1714 in der Peerage of Great Britain für James Brydges, 9. Baron Chandos, einen bedeutenden Politiker und Mäzen seiner Zeit, neu geschaffen. Zusammen mit dem Earldom wurde ihm der nachgeordnete Titel eines Viscount Wilton verliehen. Drei Tage zuvor hatte er von seinem Vater den Titel Baron Chandos geerbt. Am 29. April 1719 wurde er auch zum Duke of Chandos und Marquess of Carnarvon erhoben. Alle genannten Titel erloschen beim Tod von dessen Enkel, dem 3. Duke, am 29. September 1789.
In dritter Verleihung wurde der Titel am 3. Juli 1793 in der Peerage of Great Britain für Henry Herbert, 10. Baron Porchester, aus der Familie Herbert, geschaffen. Dieser war über zehn Jahre Mitglied des House of Commons gewesen. Die genaue Bezeichnung der Würde lautet Earl of the Town and County of Carnarvon, in the Principality of Wales, in der Praxis wird dies jedoch gewöhnlich zu Earl of Carnarvon verkürzt. Bereits am 17. Oktober 1780 war diesem der fortan nachgeordnete Titel Baron Porchester, of High Clere in the County of Southampton, verliehen worden. Beide Titel existieren bis heute. Der  jeweilige Titelerbe (Heir apparent) des Earls of Carnarvon führt den Höflichkeitstitel Lord Porchester.

## Liste der Earls of Carnarvon

Wappen der Earls erster Verleihung

### Earls of Carnarvon, erste Verleihung (1628)
- Robert Dormer, 1. Earl of Carnarvon (1610–1643)
- Charles Dormer, 2. Earl of Carnarvon (1632–1709)

Wappen der Earls zweiter Verleihung

### Earls of Carnarvon, zweite Verleihung (1714)
- James Brydges, 1. Duke of Chandos, 1. Earl of Carnarvon (1674–1744)
- Henry Brydges, 2. Duke of Chandos, 2. Earl of Carnarvon (1708–1771)
- James Brydges, 3. Duke of Chandos, 3. Earl of Carnarvon (1731–1789)

Wappen der Earls dritter Verleihung

### Earls of Carnarvon, dritte Verleihung (1793)
- Henry Herbert, 1. Earl of Carnarvon (1741–1811)
- Henry Herbert, 2. Earl of Carnarvon (1772–1833)
- Henry Herbert, 3. Earl of Carnarvon (1800–1849)
- Henry Herbert, 4. Earl of Carnarvon (1831–1890)
- George Herbert, 5. Earl of Carnarvon (1866–1923)
- Henry Herbert, 6. Earl of Carnarvon (1898–1987)
- Henry Herbert, 7. Earl of Carnarvon (1924–2001)
- George Herbert, 8. Earl of Carnarvon (* 1956)

Heir apparent ist der Sohn des jetzigen Earls, Kenneth Oliver Molyneux Herbert, Lord Porchester (* 1992).